# 韩语动词
韩语的动词在一句话的最后出现，动词是句子中最复杂的部分。变位正确的动词可以单独成句。本文并用两种韩文字母罗马拼音转写，基于谚文书写与历史底层形式的耶鲁拼音与大韩民国在2000年后确定为官方的罗马字标记法修正方案。其中，前者以粗体标记，后者以斜体标记。例：저 ce jeo.

## 分类
韩语动词通常分为四类：动作动词、状态动词、存在动词和系动词。

## 形式
韩语动词有变位。动词形式上包括两个部分，动词词干，加上一系列屈折后缀。动词可能会很长，因为所有的后缀都有对应的语法意义。
韩语动词的词根是不自由语素，必须与至少一个后缀共现。后缀有很多，但有规律和顺序。基本结尾有超过40个，但是当计算这些结尾的组合时超过400个。 语法类的动词后缀包括语态（被动或使动）、时态（过去、现在或未来）、体（行动 - 完整，经历，重复或继续）、敬谦（视语言礼节而取用适合的后缀），及依各种对话风格和句子类型（如疑问句、陈述句、命令式和暗示性句）选取的从句尾连词或句末成分。

### 声音变化
在添加后缀后，许多动词会改变词根的最后一个辅音的发音。其中一些变化是规则的辅音同化或复辅音简化的结果，但其中一些是不规则的。不规则动词包含历史上弱化的词根尾辅音，在元音之间消失或改变，但在辅音旁仍保留。

### 限定动词词尾
动词是韩语中最复杂的部分。当用作句子的谓词时，它们的结构是 前缀+词根+最多七个后缀，且可以如下模板说明：
| 前缀 | 〇   | 一   | 二   | 三        | 四   | 五       | 六   | 七   |
| ---- | ---- | ---- | ---- | --------- | ---- | -------- | ---- | ---- |
| 极性 | 词根 | 配价 | 敬语 | 时态-体貌 | 礼节 | 句法语气 | 语用 | 礼貌 |

*否定词缀是 an  “不”； mos  mot “不能”也在此位置。
一：配价后缀可以是被动或使动，常伴随词干变化，接后缀 i（其拼写或依词干变化而改变）。
二：尊敬后缀在辅音后是 -usi  -eusi-，元音后是 -si 。其中的 i  接其他元音时弱化为滑音，如接过去式时 sie-ss -si-eoss- 缩约为 sye-ss  -syeoss-。
该后缀表达对谈话主题的尊敬，如言及长辈时。
三：当此格中无后缀是，动词即为现在时，抑或格言时（表达一般真理或事实）。将来时及预期体由 key-ss  -get- 表示。过去时完整体则为 -e⁄a-ss  -eot-/-at，有元音和谐，且当之前无辅音分隔时在发音和拼写上均发生缩合：a-ss 变为  at- 、 wa-ss 变为  wat-。因而，动词 o  “来”的完整体是 wa-ss  wat-。 动词 ha  ha “做”的完整体不规则，是 hay  hae-。
此外尚有复合时体，如愈过去式 -e⁄a-ss-e-ss  -eosseot-/-asseot-、过去将来式 -e⁄a-ss-key-ss  -eotkket-/-atkket-、愈过去将来式（动作在过去本应完结而并未发生） -e⁄a-sse-ss-key-ss  -eosseotkket-/-asseotkket-[]
四：表正式的后缀在元音后为 -p （一般与该元音写在同一字内），在辅音后则于直陈式或疑问式中为 -sup  -seup、于提议式中为 -up  -eup。其中，若辅音为  s 或 ss，则该后缀中的字母  脱落。
此后缀表达对听者的尊敬，如与长辈交谈时。若与长辈交谈时言及长辈，则尊敬和正式的后缀均使用。
五：“句法语气”（暂如此称呼）即直说式 -nun  -neun、-ni  或 n ，回顾式（非完整体）-ten  -deon、 ti  -di 或 t  -d-，及虚拟式 si  -si 或 s 。熟悉体与亲近体均不使用上述词缀，且正式平体只出现于格言时。
-nun  -neun 与 -ten  -deon 用于正式平体和熟悉体的疑问式。-nun  -neun 在元音后缩为 n 。-ten  -deon 在直陈式的 la  ra 前缩为 te  -deo。
-ni 、-ti  -di、-si  用于礼貌正式体中。
-n 、-t  -d-、-s-  用于熟悉直陈与虚拟式中。
六：“语用语气”（暂如此称呼）即陈述式的 -ta  -da（正式礼貌）、-la  -ra（正式平体）、ey  -e（熟悉），疑问式 kka 、ya （正式）、-ka  -ga（熟悉），提议式 -ta  -da（正式礼貌）、-ca  -ja（正式平体）、ey  -e（熟悉），及命令式 o （正式礼貌）、-e⁄a la  -eola/-ala（正式平体）、-key  -ge（熟悉）。
语体：亲近体和简体不作上述区分，只使用统一的亲近后缀 -e⁄a  -eo（在a  或 o 后为 a ）或简体后缀 -ci  -ji。
七：礼貌后缀 yo （辅音后为 -i yo ）出现于各非正式语体中，表达话者与听者间的关系。

## 否定前缀
韩语动词的否定形式通常使用补充否定形式（如果存在），或在其前加否定副词。
否定前缀有两种：mot  mot 和 an  an。mot  mot 用于当人或有生主体试图完成动作时，即开始又无法成功完成。an  an 则是更常见的在其他情况下使用的否定。这两个前缀是互斥的。

## 派生后缀
派生后缀直接附加到动词词根，后面跟着时态后缀。这些派生后缀以高元音 -i  i 或 -wu  u 结尾，在长词根形式中缩减为滑音。例如，后接过去时时，-(u)si  -(eu)si 缩减为 -(u)syess  -(eu)syeot。

### 配价
词汇和构词共同影响韩语的配价。许多形式的配价可以由添加被动或使动语态的派生后缀改变，如-i  -i、-hi  -hi、-li  -ri、-ki  -gi、-wu  -u、-kwu  -gu 或 -chwu  -chu等，有时还伴随词干变化。

### 主语敬语后缀
主语敬语后缀 -usi  -(eu)si构成动词的尊敬形式。当句子的主语社会地位上高于说话者时，如言及长辈、社交上司（父母，老师，老板）或陌生人时，需使用此后缀。完整的 -usi  -eusi 只用于在辅音后，否则将首元音去掉作 -si  -si。
虽然敬语后缀是必要的，但有些动词加 -usi  -eusi 时须换一敬语替代形式。例如，动词 iss ta  itda 的敬语是 kyey'si ta  gyesida。

## 时态和体貌
派生后缀可以连续后带最多三个后缀，表示时态、体貌和语气的组合。

### 过去式
过去式后缀是辅音 ss  ss ，加在在结尾为 a⁄e  a⁄eo 的动词不定式后，组成 a⁄ess （末辅音在元音前发音为 s͈，在辅音前发音为 t）。语言学家通常称其为“过去式”或“完成式”，其意义则据动词的语义和上下文而定，可表示简单过去或现在完成。
词源上，ss  ss 由 iss  it 吞掉动词结尾元音简化而来；简化的 -a iss/-e iss  -a it/ -eo it 原本是现在完成式。

### 远过去式
动词可以带两个上述的过去式后缀，其中第二个恒为 -ess  -eot ，代表真正的过去时态。 组合的结果是 a⁄ess.ess  -a⁄eosseot。这种组合表达更遥远的过去时或过去完成时。

### 將來時
將來時后缀 -keyss  -get 通常用于描述未来事件，用于有正当理由相信某些事情肯定会发生时，如天气预报。
它也可以与完成时和远过去时后缀一起使用，抑或在现在时态中使用。若其与完成时后缀共现，则表示推测或条件过去式 -a⁄e'ss-kyess  -a⁄eotget “应是、会、定是”。如果与“远过去式”后缀共现，则表示推测或条件过去式，-a⁄e'ss-ess-kyess  -a⁄eosseotget，不过较罕见。因为此中缀偶尔用于條件語氣或推理语气时态，故有时亦称作非已然语气标记。
词源上，将来时后缀是结果动词后缀 -key  -ge 和存现词根 -iss  -it 如前述元音融合的产物。这种缩合和意义变化类似通俗拉丁语的将来时。

## 句末词尾
| VI     | VII    | VIII   | IX       |
| ------ | ------ | ------ | -------- |
| 正式性 | 语法态 | 语用态 | 礼貌后缀 |

并非上述模版中的所有组合都能出现。在时态后缀后（即在词干后、现在时中的敬词 -usi后、过去时和将来时的-e⁄ass和-keyss后）最常见的序列是，
|        |      | 礼貌正式                  | 书面正式            | 熟悉            | 礼貌熟悉             |
| ------ | ---- | ------------------------- | ------------------- | --------------- | -------------------- |
| 直陈式 | 陈述 | -(su)pni ta -(seu)mnida   | -(nun) ta -(neun)da | -n' ey -ne      | -n' ey yo -neyo      |
| 直陈式 | 疑问 | -(su)pni kka -(seu)mnikka | -nun ya -neunya     | -nun ka -neunga | -nun ka yo -neungayo |
| 回顾式 | 陈述 | -(su)pti ta -(seu)pdida   | -te la -deora       | -t' ey de       | -t' ey yo -deyo      |
| 回顾式 | 疑问 | -(su)pti kka -(seu)pdikka | -ten ya -deonya     | -ten ka -deonga | -ten ka yo -deongayo |
| 虚拟式 | 提议 | -(u)psi ta -(eu)psida     | -ca -ja             | -s' ey -se      | -s' ey yo -seyo      |
| 虚拟式 | 命令 | -(u)psi o ** -(eu)psio    | -e⁄a la -eora/-ara  | -key -ge        | -key yo -geyo        |

*直陈式陈述句的 -nun  仅见于动作动词的现在时中。
**礼貌正式体的命令式几乎总是使用主语尊敬后缀-(u)si .
亲近体、礼貌亲近体、简体、礼貌简体的变形较简单。
|                |                  | 亲近              | 礼貌亲近                     | 简体       | 礼貌简体          |
| -------------- | ---------------- | ----------------- | ---------------------------- | ---------- | ----------------- |
| 直陈式/ 虚拟式 | 陈述/ 疑问/ 命令 | -e⁄a 어/아 -eo/-a | -e⁄a yo 어요/아요 -eoyo/-ayo | -ci 지 -ji | -ci yo 지요 -jiyo |

## 连接后缀
动词可以使用连词后缀构成从句。
有一个常见的后缀 -ko  -go 可以表示从属连接。即，mek.ko  meokgo 大致意为“吃着”，koki'l ul mek.ko  gogireul meokgo 则意为“吃着肉”，nay ka koki'l ul mek.ko  naega gogireul meokgo 则指“我吃肉并且……”或“我吃肉（一事）”。
另有一个含义有所相似的后缀 -se  -seo，附加在动词长词干结尾的 -a⁄e  a⁄eo 后。
两者均将两个动作并列，分别处于从句和主句中。其区别在于，-se  -seo 从句中的动作必然首先出现，而 -ko  -go 则更多是传达无序并置。 -se  -seo 经常被用来暗示因果关系，并且在许多常见的表达方式中，例如 manna se pankapsupni ta  mannaseo bangapseumnida（字面意思，“因为我遇到你，我很高兴”或“遇到你，我很高兴”）。如果使用  -ko  -go，意思将更接近于“我遇到你，我很高兴”，也就是说，没有任何隐含的逻辑联系。
上述均为从属连接后缀，且（至少在较正式语体中）不能不加主动词而独立成句；默认使用的是存在动词 iss ta  itda。

## 语法
作为一种典型的中心语在右的主賓動語序语言，通常韩语以动词作为句子的最后一个元素，也是唯一必需的元素。也就是说，正确变位的动词可以单独成句。主语和宾语当在语境中明显时通常会省略。例如，chac.ass.ta  chajatda! （“发现了！”）只包含一个动词，因为这个句子依语境即能明确对象。